# Nauglamír
Le Nauglamír ou Collier des Nains est un collier de l'univers de fiction de la Terre du Milieu de l'écrivain britannique J. R. R. Tolkien. Il a été forgé par les Nains ; un des trois Silmarils y est serti.

## Présentation
Le Nauglamír fut forgé par les Nains de Nogrod et Belegost à partir du trésor de Nargothrond, que Húrin ramena à Doriath en le maudissant. Ce fut Thingol qui les invita à venir exercer leur art sur cet or, et le Nauglamír fut leur chef-d'œuvre. Mais les malédictions de Glaurung, qui s'était prélassé sur cet or, et de Húrin, firent que Thingol et les Nains s'affrontèrent : les Nains complotaient afin de trahir Thingol et celui-ci, avare, refusait de leur payer leur part. Beaucoup de Nains furent tués et les autres furent renvoyés chez eux. Ils revinrent alors en force à Doriath, aidés par des Elfes traîtres, tuèrent Thingol et pillèrent Menegroth.
Beren, qui avait été prévenu par Melian, les embusqua sur le chemin du retour avec l'aide d'une armée d'Ents et d'Elfes (Laiquendi). Le trésor coula dans le fleuve Ascar, mais Beren prit le Nauglamír afin de le donner à Lúthien ; on raconte que Lúthien portant le Silmaril fut la plus belle vision qui fût en dehors du Valinor.
Après leur mort, le Nauglamír échut à leur fils, Dior. Le Silmaril qui y était serti fut la cause directe du second massacre d'Elfes par des Elfes, les fils de Fëanor tentant de le récupérer. Elwing réussit à s'enfuir vers les Bouches du Sirion avec le Silmaril, ce qui provoqua une nouvelle attaque des fils de Fëanor et le troisième massacre. Elwing se jeta dans la mer avec le collier, mais Ulmo la sauva ainsi que le Silmaril.

## Autres versions du Légendaire
La version de l'histoire décrite plus haut date des années 1930 ; elle est incohérente avec des écrits plus tardifs de Tolkien. Lors de la préparation du Silmarillion, Christopher Tolkien et Guy Gavriel Kay réécrivirent donc entièrement le chapitre concernant le Nauglamír, qui devint forgé bien auparavant par les Nains pour Finrod Felagund et qui est le seul joyau que Húrin amène de Nargothrond, après la mort de son fils Turin. Le rôle des Nains à Doriath est alors de reforger le Nauglamír afin d'y sertir le Silmaril possédé par Thingol. La malédiction de Morgoth sur Hurin continue d'agir sur le bijou, excitant la convoitise et l'avarice des Nains comme de Thingol, qui est assassiné. La suite de l'histoire est identique. Eärendil, époux d'Elwing, porte le Nauglamir et le Silmaril, dont la lumière illumine les cieux qu'il parcourt avec son Vingilot : c'est l'étoile d'Eärendil.